# Antônio Berlini
Antonio Berlini (Ariano nel Polesine, 12 de abril de 1884 — Bauru, 23 de maio de 1962) foi um cantor, compositor e acordeonista italiano radicado no Brasil.
Emigrou para o Brasil com seus pais e estabeleceu-se inicialmente em Ribeirão Preto. Transfere-se já no fim da década de 1920 para Catanduva, onde conhece Mario Zan, famoso  compositor e acordeonista, a quem ensina aperfeiçoamentos de acordeão.
Teve seu auge artístico entre o fim da década de 1920 e início da da de 1930, tendo gravado discos com as mais importantes gravadoras da época (Odeon, Victor, Columbia e Parlophon). Fez inúmeras apresentações em rádios a partir de 1929, estreando com a valsa de sua composição intitulada “Primeiro amor” e depois com o samba “Festa na aldeia”, também  de sua autoria. 
Compositor eclético, gravou diversos outros ritmos, como a polca “Florida”, o fox-trot “Olha contrabaixo” e o tango “Negro”. Em 1930, gravou o samba “Cuscus da baiana”, de apelo popular. Continuou variando seu repertório de composições lançando dois discos com as valsas “Percília” e “Vanda”; o maxixe “Ideal sonhado” e o paso-doble “Encontro com Ramon Franco”.
Berlini gravou em suas carreira quinze discos com dezenove composições eram de sua autoria.

## Discografia[4]
- 1929: Adeus mamãe/Pato • Parlophon • 78
- 1929: Barcelona/Branca • Parlophon • 78
- 1929: Hormantina/Tesoro mio • Odeon • 78
- 1929: Idalina/Terra prosa • Odeon • 78
- 1929: Leda/Florida • Odeon • 78
- 1929: Olha contrabaixo/Negro • Odeon • 78
- 1929: Primeiro amor/Festa na aldeia • Odeon • 78
- 1929: Sidneia/Linda • Parlophon • 78
- 1930: Cuscus da baiana • Parlophon • 78
- 1930: Laís/Aflito de saudades • Columbia • 78
- 1930: Percília/Ideal sonhado • Columbia • 78
- 1930: Recordando o passado/Elza • Columbia • 78
- 1930: Vanda/Encontro com Ramon Franco • Columbia • 78
- 1932: Amores no deserto/Rosas da primavera • Victor • 78
- 1939: Laís/Aflito de saudades • Columbia • 78
- 1939: Percília/Ideal sonhado • Columbia • 78
- 1939: Recordando o passado/Elza • Columbia • 78
- 1939: Vanda/Encontro com Ramon Franco • Columbia • 78